# Adolf Tochtermann
Adolf Tochtermann (* 29. Januar 1937) ist ein ehemaliger deutscher Fußballspieler.

## Karriere
Tochtermann spielte bis 1959 für die SpVgg Kaufbeuren in der drittklassigen Amateurliga Südbayern, bevor er zum FC Bayern München wechselte. In der Saison 1959/60 bestritt er 16 Punktspiele in der Oberliga Süd, der höchsten deutschen Spielklasse seinerzeit, in denen er acht Tore erzielte. Sein Debüt für die Bayern gab er am 23. August 1959 (1. Spieltag) bei der 1:2-Niederlage gegen  den FSV Frankfurt im Stadion an der Grünwalder Straße. Am 20. September 1959 (5. Spieltag) gelangen ihm beim 4:1-Sieg im Heimspiel gegen die SpVgg Fürth mit den Treffern zum 3:1 in der 84. Minute und zum 4:1 in der 88. Minute seine ersten beiden Tore in der Oberliga Süd.
Von 1961 bis 1963 war er für den FC Winterthur in der Nationalliga B, der zweithöchsten Spielklasse in der Schweiz, aktiv. In seiner zweiten Spielzeit wurde er mit 22 Toren erfolgreichster Torschütze in dieser Spielklasse.
Nach zwei Spielzeiten kehrte er nach Deutschland zurück und absolvierte zwei Spielzeiten für den 1. FC Pforzheim in der Regionalliga Süd, die – mit Gründung der Bundesliga 1963 – als zweithöchste Spielklasse in Deutschland eingeführt wurde und die ehemalige 2. Oberliga ablöste. Sein Regionalligadebüt gab Tochtermann am 4. August 1963 (1. Spieltag) beim 2:2-Unentschieden im Heimspiel gegen Amicitia Viernheim. Am 19. April 1964 (34. Spieltag) erzielte er mit dem 1:0-Siegtreffer in der 72. Minute im Auswärtsspiel gegen den Freiburger FC sein erstes von zwei Toren in 12 Punktspielen. In der Folgesaison wurde er in elf Punktspielen eingesetzt, in denen er sich noch einmal als Torschütze auszeichnen konnte.